# Paris Jazz Big Band
Die Paris Jazz Big Band (PJBB) ist eine französische Jazz Big Band, die von den Saxophonisten Pierre Bertrand und dem Trompeter Nicolas Folmer geführt wird.

## Hintergrund
Die Paris Jazz Big Band besteht aus 16 Musikern und Solisten. Die Band nimmt meist Kompositionen vom Bertrand und Folmer auf. Die Big Band spielte mit vielen international bekannten Künstlern. Unter anderem begleitete die Big Band die Pianistin Diana Krall bei ihrem Auftritt im Pariser Olympia, der auch verfilmt wurde.  Die Band wird unter anderem vom französischen Kulturministerium unterstützt.

## Diskografie
- A suivre (Cristal Records, 2000)
- Mediteranneo (Cristal Records, 2002)
- Paris 24 h (Cristal Records, 2004)[3]
- Paris 24 h live (2008)
- The Big Live (2009)
- Source(s) (Cristal Records, 2012)